# Hannah Simone

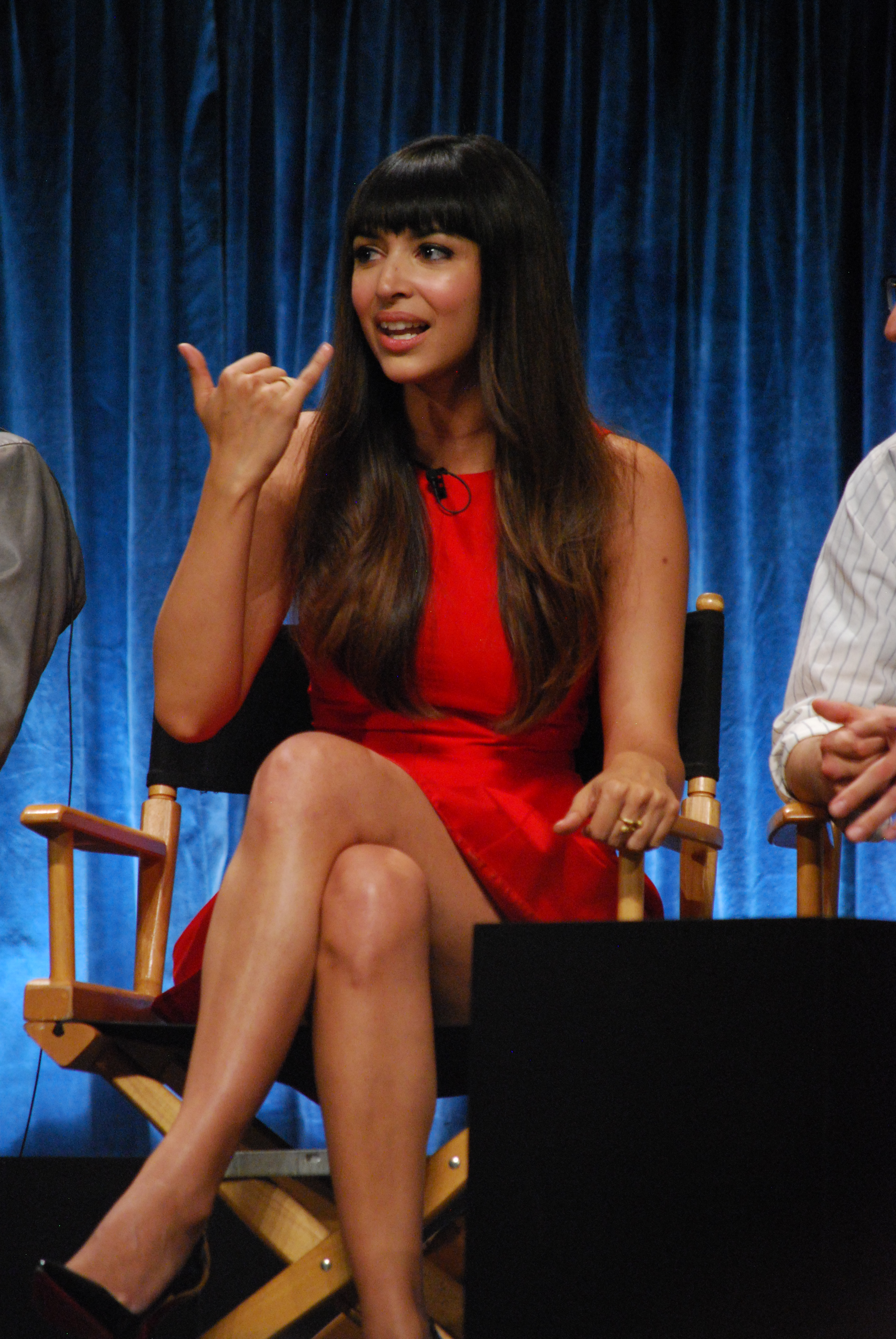
Hannah Simone (2012)

Hannah Simone (* 3. August 1980 in London, England) ist eine kanadische Schauspielerin und früheres Model.

## Leben und Karriere
Hannah Simone wurde in London geboren und verbrachte ihre Kindheit und Jugend in Kanada, Saudi-Arabien, Zypern und Indien. Sie ist väterlicherseits indischer und mütterlicherseits deutsch-italienischer sowie griechisch-zypriotischer Herkunft. Sie hat einen Bruder. Sie besuchte die University of British Columbia in Vancouver und die Ryerson University in Toronto.
Von Mai 2006 bis November 2008 arbeitete sie als Video Jockey für MuchMusic in Kanada. Von 2011 bis 2018 spielte sie die Rolle Cecilia „Cece“ Parekh in der Sitcom New Girl.
Im Juli 2016 heiratete Hannah Simone den Fernsehmoderator Jesse Giddings.

## Filmografie (Auswahl)
- 2005: Kevin Hill (Fernsehserie, Folge 1x17)
- 2005: Kojak (Fernsehserie, 2 Folgen)
- 2006: Beautiful People (Fernsehserie, Folge 1x11)
- 2009–2010: WCG Ultimate Gamer (Fernsehserie, 16 Folgen)
- 2011–2018: New Girl (Fernsehserie)
- 2012: H+ (Fernsehserie, 8 Folgen)
- 2013: 1600 Penn (Fernsehserie, Folge 1x12)
- 2013: Oldboy
- 2015: Miss India America
- 2016: Flock of Dudes
- 2016: Odd Squad: The Movie
- 2017: Folk Hero & Funny Guy
- 2017: Killing Gunther
- 2017: Band Aid
- 2023–2024: Noch nicht ganz tot (Not Dead Yet, Fernsehserie, 23 Episoden)

## Auszeichnung
- 2012: Teen Choice Award als Breakout Star: Female für New Girl